# Marc Bazin
Marc Louis Bazin (6 de março de 1932 - 16 de junho de 2010) foi um político haitiano. Ele foi primeiro-ministro do Haiti nomeado em 4 de junho de 1992 pelo governo militar que tomou o poder em 30 de setembro de 1991 até 30 de agosto de 1993 e presidente interino do Haiti de 1992 a 1993.

## Renúncia do cargo de primeiro-ministro
Foi a 8 de junho de 1993 que Bazin anunciou a sua saída do cargo de premier do Haiti. Havia pouco menos de 1 ano que foi levado por dirigentes e políticos contrários ao retorno do presidente deposto, Jean-Bertrand Aristide. O governo de Bazin começou a ruir depois que foi feita a anunciação de 3 ministros, o prosseguimento foi vetado pelo parlamento.